# Ferret (pantserwagen)

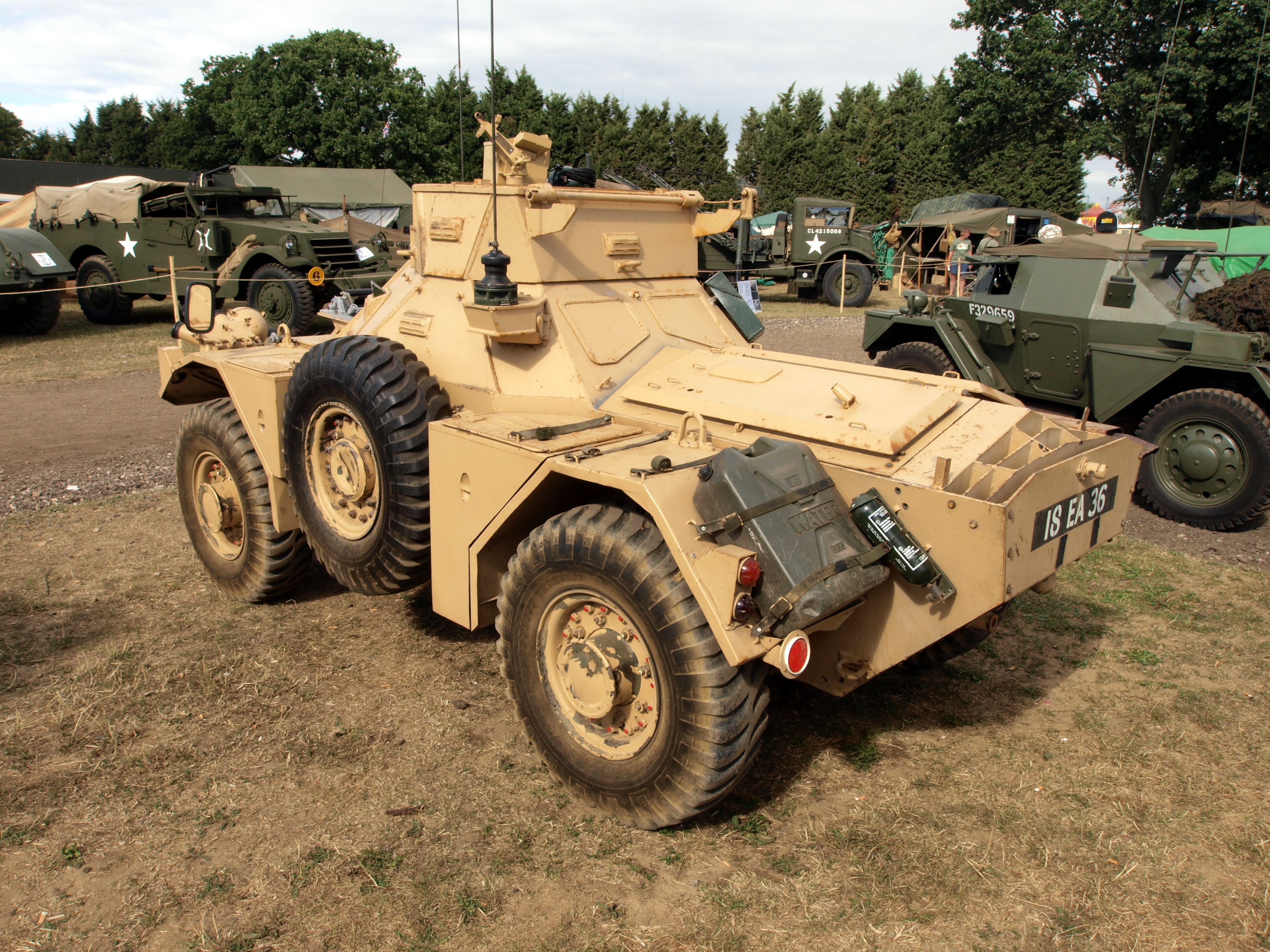
Achteraanzicht Ferret Mk 2, met rechts een Daimler Scout Car.

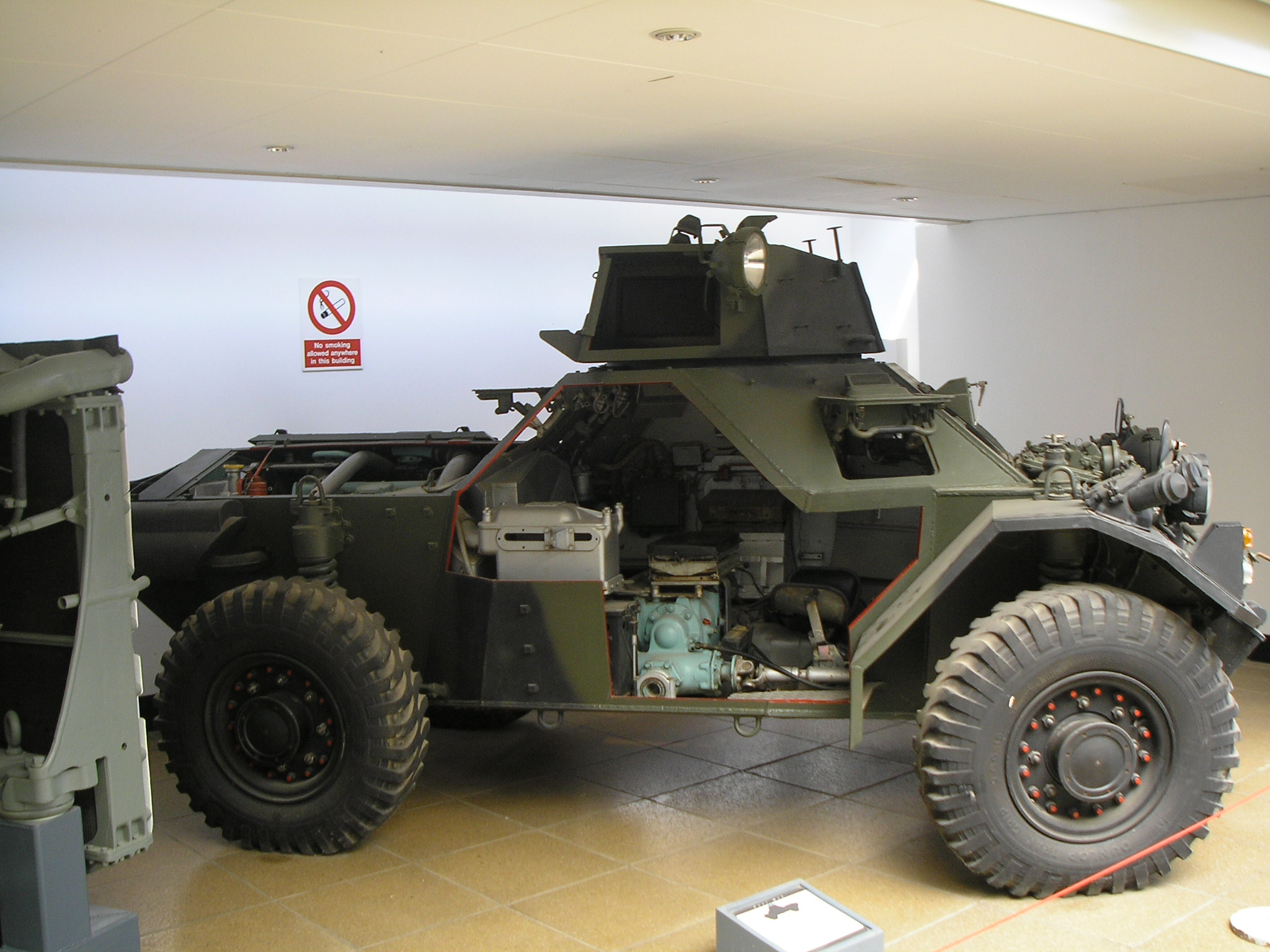
Interieur Ferret Mk 2

De Ferret is een licht bepantserde vierwiel-aangedreven verkenningswagen van het Britse bedrijf Daimler. Het voertuig werd in grote aantallen geproduceerd tussen 1952 en 1971 en werd in dienst genomen bij het Britse leger en is ook op grote schaal geëxporteerd.
Eind jaren veertig bestond bij het Britse leger de behoefte om oude en lichte pantserwagens uit de Tweede Wereldoorlog te vervangen. Daimler had tijdens de oorlog een goede reputatie opgebouwd met zijn Daimler Scout Car en kreeg in oktober 1948 de opdracht een verkenningsvoertuig te ontwikkelen. Een prototype werd in 1950 afgeleverd ter beproeving. In 1952 rolde het eerste productievoertuig uit de fabriek.
Het eerste model had veel overeenkomsten met de Daimler Scout Car. Het kreeg dezelfde H-aandrijving met een laag silhouet. Het is uitgerust met een zes cilinder benzinemotor van het merk Rolls-Royce. De cilinderinhoud is 4,2 liter en de motor is watergekoeld. De brandstoftank heeft een inhoud van 96 liter. De versnellingsbak is flexibel, alle vijf versnellingen zijn bruikbaar bij het voor- en achteruit rijden. Alle wielen zijn onafhankelijk geveerd en de banden konden niet lek geschoten worden. De topsnelheid is bijna 100 km/u en dat dus in beide richtingen.
Het gewicht van de Mk 1 is 3,7 ton, maar bij latere versies is het gewicht toegenomen. Het pantser is 6mm dik aan de achterzijde en 16mm dik aan de zijkanten en voorzijde. Het biedt bescherming tegen granaatscherven en lichte vuurwapens. De bewapening bestaat uit een licht machinegeweer, Bren of Browning, met een kaliber van 0,3-inch. Standaard is het voertuig uitgerust met een rookbuslanceerinrichting met zes rookgranaten (2x 3).
De Mk 2 kreeg een Browning M1919 in een draaibare toren op het dak van het voertuig. Dit leidde tot een betere bescherming van de schutter, maar maakte het voertuig ook hoger en daardoor beter zichtbaar voor de vijand.
In totaal zijn ruim 4400 Ferret verkenningsvoertuigen gebouwd in 16 versies. Het Britse leger bleef de voertuigen gebruiken tot in de jaren negentig, al zijn ze wel aangepast en gemoderniseerd om aan de eisen te blijven voldoen. Ze hebben deelgenomen aan de militaire acties tijdens de Golfoorlog van 1990-1991.